# Hazleton, Pennsylvania

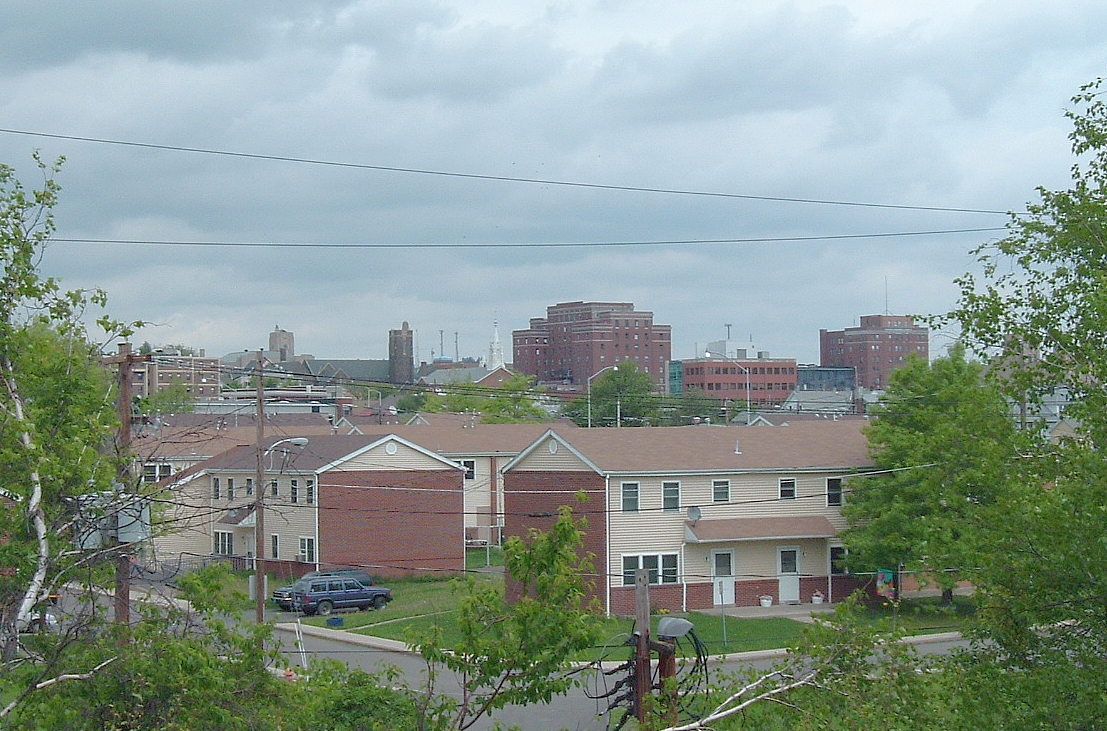
Centrala Hazleton.

Hazleton är en stad i Luzerne County i Pennsylvania i USA, belägen i Appalacherna sydsydväst om Wilkes-Barre. Hazleton har cirka 25 000 invånare.
Hazleton, som ligger i centrum av det stora appalachiska antracitfältet, är omgivet av stora kolgruvor.

## Kända personer
- Joe Maddon, basebolltränare